# Machaeropteris magnifica
Machaeropteris magnifica är en fjärilsart som beskrevs av László Anthony Gozmány. Machaeropteris magnifica ingår i släktet Machaeropteris och familjen äkta malar. Inga underarter finns listade i Catalogue of Life.